# Acronicta gasta
Acronicta gasta är en fjärilsart som beskrevs av John Kern Strecker 1889. Acronicta gasta ingår i släktet Acronicta och familjen nattflyn. Inga underarter finns listade i Catalogue of Life.